# Geneva Extrasolar Planet Search
Il Geneva Extrasolar Planet Search (GEPS) è un insieme di indagini osservative della volta celeste per la ricerca esoplanetaria gestito dall'osservatorio di Ginevra presso Versoix, una piccola cittadina nei pressi di Ginevra, in Svizzera. Le survey hanno portato alla scoperta di numerosi pianeti extrasolari tra cui 51 Pegasi b, il primo esopianeta confermato orbitante intorno ad una stella di sequenza principale, e HD209458 b, il primo gioviano caldo di cui è stato possibile stimare la massa.
I programmi di indagine deliberati dall'osservatorio sono generalmente condotti in collaborazione con istituzioni accademiche provenienti da Belgio, Germania, Italia e Regno Unito. Le ricerche coinvolgono strutture osservative e strumenti dislocati in varie località. Queste includono l'osservatorio dell'Alta Provenza in Francia, l'indagine TRAPPIST e l'Euler Telescope, entrambi situati presso l'osservatorio di La Silla, in Cile. Altri progetti sono stati sviluppati con gli spettrografi HARPS  e HARPS-N  e l'indagine automatizzata Next-Generation Transit Survey presso l'osservatorio del Paranal, in Cile.